# Oxyprosopus cylindricus
Oxyprosopus cylindricus là một loài bọ cánh cứng trong họ Cerambycidae.